# Bandurzysta (wiersz)

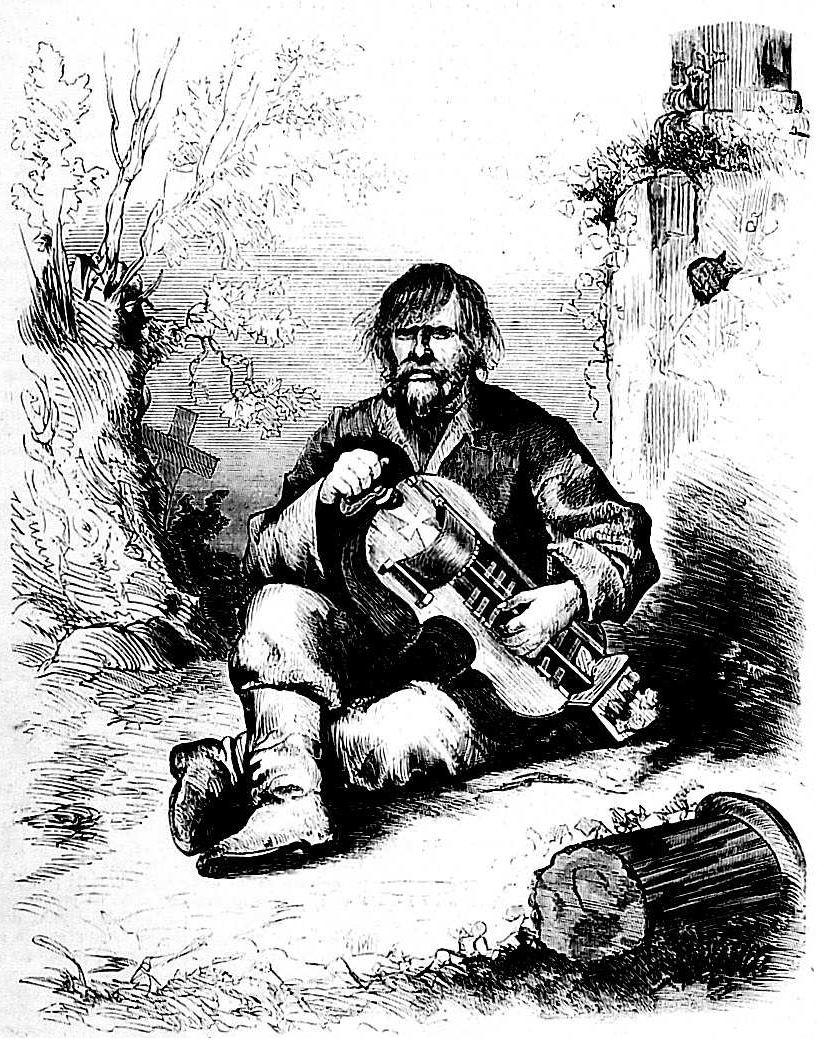
Typowy lirnik ukraiński

Bandurzysta – wiersz Markijana Szaszkewycza.
Według pierwotnej koncepcji autora Bandurzysta miał być wstępem do dłuższego poematu Perekyńczyk bisurmanśkyj, poświęconego postaci Wacława Rzewuskiego. Utwór ten jednak w planowanym kształcie nigdy nie powstał.
Bandurzysta opowiada o wędrownym ukraińskim lirniku (kobziarzu)-poecie. Starzec ten żyje w całkowitej zgodzie z przyrodą i przyjaźni się z każdym człowiekiem. Wędrując po wsiach, jest przez wszystkich przyjmowany serdecznie i z radością. Słuchając jego pieśni, ludzie wzruszają się, rozweselają, jak również przypominają sobie o chwalebnej przeszłości Rusi. Bandurzysta każdej wiosny układa nową pieśń, a jego pojawienie się wśród ludu przyjmowane jest jako naturalne zjawisko porównywalne z cyklem pór roku. Przez ruskich (ukraińskich) chłopów traktowany jest jako ojciec, w uznaniu piękna jego pieśni nazywany jest również słowikiem.
Tytułowy bandurzysta jest duchowym przywódcą ludu, nie prowadzi to jednak do jego izolacji ze społeczności ani do niezrozumienia. Pod tym względem wymowa utworu Szaszkewycza różniła się od dzieł współczesnych mu twórców ukraińskich, którzy widzieli w wędrownych lirnikach niezrozumianych przez ludzi proroków, skazanych na wieczną samotność mimo odgrywanej roli społecznej i szacunku, jakim się cieszyli (wizję taką przedstawił m.in. Taras Szewczenko w wierszu Perebendia).
Zdaniem J. Jaremy postać bandurzysty jest autoportretem Szaszkewycza: człowieka dobrodusznego, prostego, zawsze gotowego do poświęceń, a przy tym niezdolnego do samotnego przeżywania bólu i żalu, zawsze dzielącego się z innymi swoimi uczuciami. Z tych też cech samego poety autor ten wywodził różnice w interpretacji motywu wędrownego lirnika u Szaszkewycza i innych ukraińskich twórców romantycznych.